# Vitor Hugo Gomes Passos

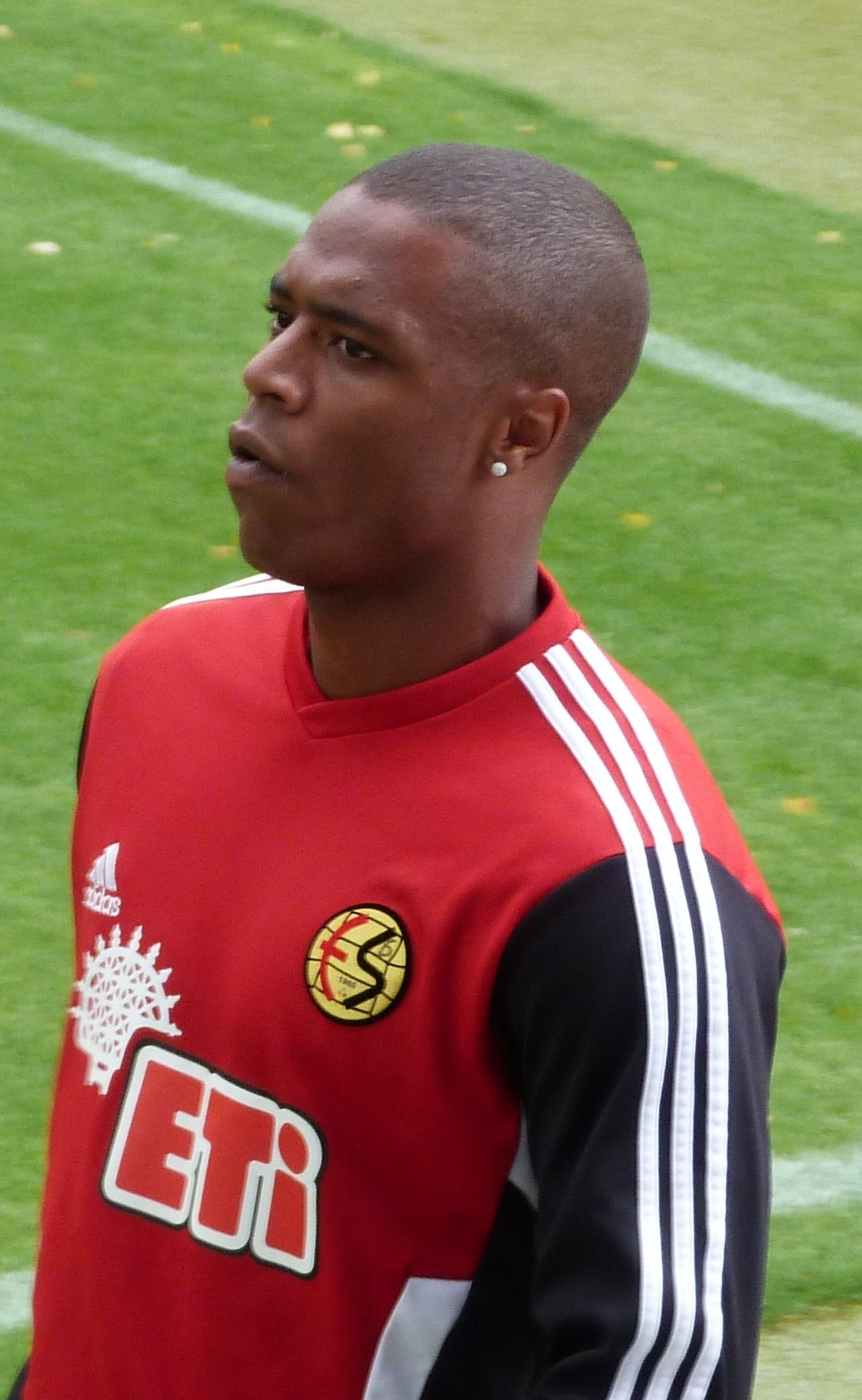
Pelé i Eskişehirspor

Vitor Hugo Gomes Passos, känd som Pelé, född 14 september 1987, är en portugisisk fotbollsspelare (mittfältare) som sedan 2015 spelar i Anorthosis Famagusta dit han kom från Olympiakos. Mellan 2007 och 2009 spelade han fem matcher för Portugals U21-landslag.

## Tidigare Klubbar
- 2006-07 Vitoria Guimaraes
- 2007-2008 Inter
- 2008-2010 FC Porto
- 2009 Portsmouth FC (lån)
- 2009-2010 Real Valladolid (lån)
- 2010-2013 Eskişehirspor
- 2013 Ergotelis FC
- 2014-2015 Olympiakos FC
- 2015 Levadiakos FC (lån)
- 2015- Anorthosis Famagusta FC